# 바바 야가: 숲의 악령
"바바 야가: 숲의 악령"(러시아어: Яга. Кошмар тёмного леса)은 2020년에 공개된 러시아의 영화이다. 어린 아이를 납치하는 전설 속의 마녀 바바 야가를 모티브로 한 영화이다.

## 캐스팅

### 주연
- 올레크 추구노프: 예고르 역
- 글라피라 골루베바: 다샤 역
- 아르툠 지굴린: 안톤 역
- 스베틀라나 우스티노바: 타탸나 / 바바 야가 역

### 조연
- 알렉세이 로진: 알렉세이 역
- 마리아나 스피바크: 율리야 역
- 마르타 티모피바: 세타 역